# Hrabstwo Gratiot
Gratiot – hrabstwo w stanie Michigan w USA. Siedzibą hrabstwa jest Ithaca, mimo że najbardziej ludnym miastem w hrabstwie jest Alma.

## Miasta
- Alma
- Ithaca
- St. Louis

## Wioski
- Ashley
- Breckenridge
- Perrinton

## Hrabstwo Barry graniczy z następującymi hrabstwami
- północny wschód – hrabstwo Midland
- wschód – hrabstwo Saginaw
- południowy wschód – hrabstwo Shiawassee
- południe – hrabstwo Clinton
- południowy zachód – hrabstwo Ionia
- zachód – hrabstwo Montcalm
- północny zachód – hrabstwo Isabella